# 溶劑化

被水分子溶剂化的钠离子

溶劑化又称溶劑合、溶合作用，是指物质在溶剂中溶解時，溶剂分子与溶质分子或离子、原子间的相互结合，使溶质改变原来的状态、最终形成溶液的过程。

## 溶劑化、溶解和溶解度的不同
由國際純粹與應用化學聯合會 （IUPAC）定義，溶劑化是指溶質和溶劑之間的交互作用，使溶質在溶液中穩定。根據溶劑中，離子被溶劑分子環繞，或是形成複合體，可以用來表示溶劑的狀態（參考 溶劑殼）。溶劑化的觀念，也可應用於不溶的物質，例如，離子交換樹脂表面的官能基溶劑化。
在觀念上，溶劑化和溶解以及溶解度是不同的。溶解為化學動力學的過程，藉由其速率量化。當溶解率和沉澱率相等時，溶解度達到動態平衡的狀態。
藉由單位可以更了解三者之間的差異性。配位作用可透過配位數複雜的平衡常數來描述。溶解的單位為mol/s，而溶解度的單位為mol/kg。
溶劑化的不同，也在於液化伴隨著不可逆的化學改變。例如:鋅不可被鹽酸溶劑化，但它可藉由化學反應，形成可溶的氯化鋅鹽。

## 溶劑化與分子間的交互作用
極性溶劑為包含鍵偶極矩的分子結構。此種化合物通常具有很高的介電常數(又稱:相對電容率)。溶劑的這些極性分子可以溶劑化離子，因為他們可以使帶有部分電荷的分子朝向離子以回應靜電吸引。這種現象穩定了系統也創造出一溶劑殼結構（或是水溶液中形成水合結構）。水是最常見且最穩定的極性溶劑。但也有其他的溶劑，例如:乙醇、甲醇、丙酮、乙腈、二甲基亞碸、碳酸亞丙酯。這些溶劑可用來溶解非有機化合物，像是鹽類。
溶劑化牽涉到許多不同形式的分子間交互作用：氫鍵、離子偶極矩和分子間作用力或凡得瓦力。氫鍵、離子偶極矩，只會發生於極性溶劑。離子和離子間的作用力，只會發生於離子溶劑。偏向熱力學的溶劑化反應，只會發生於溶液的吉布斯能降低時，比較溶劑和固體（或是氣體或液體）分離的 Gibbs energy。這代表焓的改變量減熵的改變量（乘以絕對溫度）為負值，或是指系統的 Gibbs free energy 降低。
溶液的導電率和離子的溶劑化有關。水合反應也影響生物分子電子和震動的性質。

## 熱力學方面的考量
對於溶劑化的發生，需要能量解開現存晶格中的個別離子及分子。對於打斷離子之間的吸引力這是非常重要的，等同於固體晶格的自由能(為離子互相鍵結，而形成晶格的能量釋放)。這個能量來自晶格的離子和溶劑中分子有關聯時所釋放的能量。這種形式的能量釋放稱為溶劑化的自由能。
溶液中的溶解熱為，溶液中的熱焓減掉分離系統的熱焓，而熵則是對應到不同的熵。大部分的氣體有負的溶解熱。而負的溶解熱代表溶質在高溫時不易溶解。
雖然早期的想法為，離子半徑越高比例的陽離子帶電，或是電荷密度，會造成較多的溶劑化反應產生。這種想法，對於像是三價的鐵或是鑭系元素和錒系元素，為較易快速行水合反應而形成不溶的水合氧化物的元素，是不符合的。作為固體，明顯的無法進行溶劑化反應。
溶解熱可以幫助解釋為甚麼有些離子晶格可以進行溶劑化反應，而有些不行。不同的能量對於一晶格離子之間的釋放與溶劑分子之間的結合，稱為溶解熱。溶液的熱焓如果為負，表示可能可溶解；而如果為正，則表示溶劑化不會發生。如果要使為正數的熱焓，發生溶劑化反應的話，就必須加入額外的能量，在離子分離時提高熵值。額外加入的熵，會使單獨計算物質是否溶解變得困難。溶劑的定量測量是藉由donor number所測。
一般來說，熱力學的溶液分析，是藉由反應作為標準來分析的。例如:如果加氯化鈉到水中，則此鹽類，會解離成鈉離子和氯離子。此解離的平衡方程式可以藉由改變反應的Gibbs free energy來預測。
Max Born已經寫出第一個離子化合物的溶劑化定量標準。

## 外部連結
IUPAC （页面存档备份，存于）